# BMW F01
El BMW F01 es la denominación interna del BMW Serie 7, que entró en producción en septiembre de 2008 reemplazando al modelo anterior, el BMW E65 (y BMW E66). El F01 comparte plataforma con el F02, una versión larga de la Serie 7 con 14 cm más de distancia entre sus ejes delantero y trasero.

## Diseño
El F01 sigue la tendencia de sus predecesores. La parte delantera está claramente inspirada en el BMW CS Concept, pero con más sobriedad, puesto que ambos fueron diseñados por Karim Habib.

## Plataforma compartida
La plataforma del F01/F02 también se comparte con otro modelo del grupo BMW, el Rolls-Royce conocido internamente como "RR4". Este vehículo, que ronda los 250.000 $ lo fabrica la planta de Rolls-Royce en Goodwood, Inglaterra.

## Motorizaciones
| Periodo                        | 2008-2012                                       | 2012-2015                                                 | 2008-2012                                       | 2012-2015                                       | 2009-2015                                        |                                      |
| Identificación del motor       | N54 B30                                         | N55 B30                                                   | N63 B44O0                                       | N63 B44O1                                       | N74 B60                                          |                                      |
| Tipo de motor                  | L6 24v, inyección directa, biturbo, intercooler | L6 24v, inyección directa, turbo twin-scroll, intercooler | V8 32v, inyección directa, biturbo, intercooler | V8 32v, inyección directa, biturbo, intercooler | V12 48v, inyección directa, biturbo, intercooler |                                      |
| Diámetro x carrera             | 84.0 mm × 89.6 mm                               | 84.0 mm × 89.6 mm                                         | 89.0 mm × 88.3 mm                               | 89.0 mm × 88.3 mm                               | 89.0 mm × 80.0 mm                                |                                      |
| Cilindrada                     | 2979 cm³                                        | 2979 cm³                                                  | 4395 cm³                                        | 4395 cm³                                        | 5972 cm³                                         |                                      |
| Relación de compresión         | 10.2: 1                                         | 10.2: 1                                                   | 10.0: 1                                         | 10.0: 1                                         | 11.3: 1                                          |                                      |
| Potencia máxima: CV (kW) @ rpm | 326 CV (240 kW) @ 5800                          | 320 CV (235 kW) @ 5800-6000                               | 408 CV (300 kW) @ 5500-6400                     | 449 CV (330 kW) @ 5500-6000                     | 544 CV (400 kW) @ 5250-6000                      |                                      |
| Par máximo: Nm @ rpm           | 450 Nm @ 1500-4500                              | 450 Nm @ 1300-4500                                        | 600 Nm @ 1750-4500                              | 650 Nm @ 2000-4500                              | 750 Nm @ 1500-5000                               |                                      |
| Tracción                       | Trasera                                         | Trasera                                                   | Trasera / Total (xDrive)                        | Trasera / Total (xDrive)                        | Trasera                                          |                                      |
| Transmisión                    | Automática, 6 velocidades                       | Automática, 8 velocidades                                 | Automática, 6 velocidades                       | Automática, 8 velocidades                       | Automática, 8 velocidades                        |                                      |
| Aceleración 0–100 km/h         | 5.9 s                                           | 5.7 s                                                     | 5.2 s                                           | 4.8 s                                           | 4.6 s                                            |                                      |
| Velocidad máxima               | 250 km/h (Limitado electrónicamente)            | 250 km/h (Limitado electrónicamente)                      | 250 km/h (Limitado electrónicamente)            | 250 km/h (Limitado electrónicamente)            | 250 km/h (Limitado electrónicamente)             | 250 km/h (Limitado electrónicamente) |
| Consumo combinado (L/100 km)   | 9.9                                             | 7.9                                                       | 11.4                                            | 8.6                                             | 12.9-13.0                                        |                                      |
| Normativa anticontaminación    | Euro 5                                          | Euro 6                                                    | Euro 5                                          | Euro 5, Euro 6                                  | Euro 5, Euro 6                                   |                                      |

| Periodo                        | 2008-2012                                                  | 2012-2015                                                  | 2009-2012                                                  | 2012-2015                                                  | 2012-2015                                                  |
| Identificación del motor       | N57 D30OL                                                  | N57 TUD30OL                                                | N57 D30TOP                                                 | N57 TUD30TOP                                               | N57 D30S                                                   |
| Tipo de motor                  | L6 24v, inyección directa, common-rail, turbo, intercooler | L6 24v, inyección directa, common-rail, turbo, intercooler | L6 24v, inyección directa, common-rail, turbo, intercooler | L6 24v, inyección directa, common-rail, turbo, intercooler | L6 24v, inyección directa, common-rail, turbo, intercooler |
| Diámetro x carrera             | 84.0 mm × 90.0 mm                                          | 84.0 mm × 90.0 mm                                          | 84.0 mm × 90.0 mm                                          | 84.0 mm × 90.0 mm                                          | 84.0 mm × 90.0 mm                                          |
| Cilindrada                     | 2993 cm³                                                   | 2993 cm³                                                   | 2993 cm³                                                   | 2993 cm³                                                   | 2993 cm³                                                   |
| Relación de compresión         | 16.5: 1                                                    | 16.5: 1                                                    | 16.5: 1                                                    | 16.5: 1                                                    | 16.5: 1                                                    |
| Potencia máxima: CV (kW) @ rpm | 245 CV (180 kW) @ 4000                                     | 258 CV (190 kW) @ 4000                                     | 306 CV (225 kW) @ 4400                                     | 313 CV (230 kW) @ 4300                                     | 381 CV (280 kW) @ 4000-4400                                |
| Par máximo: Nm @ rpm           | 540 Nm @ 1750-3000                                         | 560 Nm @ 1500-3000                                         | 600 Nm @ 1500-2500                                         | 630 Nm @ 1500-2500                                         | 740 Nm @ 2000-3000                                         |
| Tracción                       | Trasera                                                    | Trasera / Total (xDrive)                                   | Trasera / Total (xDrive)                                   | Trasera / Total (xDrive)                                   | Total (xDrive)                                             |
| Transmisión                    | Automática, 6 velocidades                                  | Automática, 8 velocidades                                  | Automática, 6 velocidades                                  | Automática, 8 velocidades                                  | Automática, 8 velocidades                                  |
| Aceleración 0–100 km/h         | 7.2 s                                                      | 6.1 s                                                      | 6.3 s                                                      | 5.5 s                                                      | 4.9 s                                                      |
| Velocidad máxima               | 245 km/h                                                   | 250 km/h                                                   | 250 km/h (Limitado electrónicamente)                       | 250 km/h (Limitado electrónicamente)                       | 250 km/h (Limitado electrónicamente)                       |
| Consumo combinado (L/100 km)   | 6.8                                                        | 5.6                                                        | 6.9                                                        | 5.7                                                        | 6.4                                                        |
| Normativa anticontaminación    | Euro 5                                                     | Euro 6                                                     | Euro 5                                                     | Euro 6                                                     | Euro 6                                                     |